# Dasyvalgus sellatus
Dasyvalgus sellatus är en skalbaggsart som beskrevs av Ernst Gustav Kraatz 1883. Dasyvalgus sellatus ingår i släktet Dasyvalgus och familjen Cetoniidae. Inga underarter finns listade i Catalogue of Life.